# Seinei
Seinei, född 444, död 484, var regerande kejsare av Japan mellan 480 och 484.